# 宮地靖子
宮地 靖子（みやち やすこ、旧姓：武本、1970年2月17日 - ）は、日本のフリーアナウンサー。

## 来歴
福岡県飯塚市出身。福岡大学法学部卒業。
1993年4月1日、同年10月の開局を控えていた大分朝日放送に入社し、同期の志垣佳奈、長田次郎、中村康人、原田多美子とともに同局のアナウンサーになる。同局在籍時には記者とディレクターも兼務していた。
2000年に大分朝日放送を退社し、フリーに転向。2010年代には大分放送の『おはようナイスキャッチ』にレギュラー出演していた。2018年4月時点では、活動拠点を東京都へ移している。

## 担当番組
データは、フリーアナウンサー・クラブ公式サイトに掲載されていたプロフィールからの参考。
- ぱぶろふの犬（大分朝日放送） - 司会
- タウンスパイス（大分朝日放送） - 司会
- OABプライムニュース（大分朝日放送）
- ほっと540九州沖縄（九州朝日放送） - 大分担当
- おはようナイスキャッチ（大分放送）